# Temelín
Temelín (jusqu'en 1914 : Velký Temelín ; en allemand : Temelin, précédemment : Groß-Temelin) est une commune du district de České Budějovice, dans la région de Bohême-du-Sud, en République tchèque. Sa population s'élevait à 878 habitants en 2023.

## Géographie
Temelín se trouve à 19 km au sud-est de Písek, à 27 km au nord-nord-ouest de České Budějovice et à 99 km au sud de Prague.
La commune est limitée par Všemyslice et Týn nad Vltavou au nord, par Žimutice à l'est, par Hluboká nad Vltavou et Olešník au sud, et par Dříteň au sud-ouest et à l'ouest, et par Protivín à l'ouest.

## Histoire
La première mention écrite du village date de 1381.
Les travaux de construction de la centrale nucléaire de Temelín commencèrent en 1987. La centrale entra en service en 2002.

## Galerie

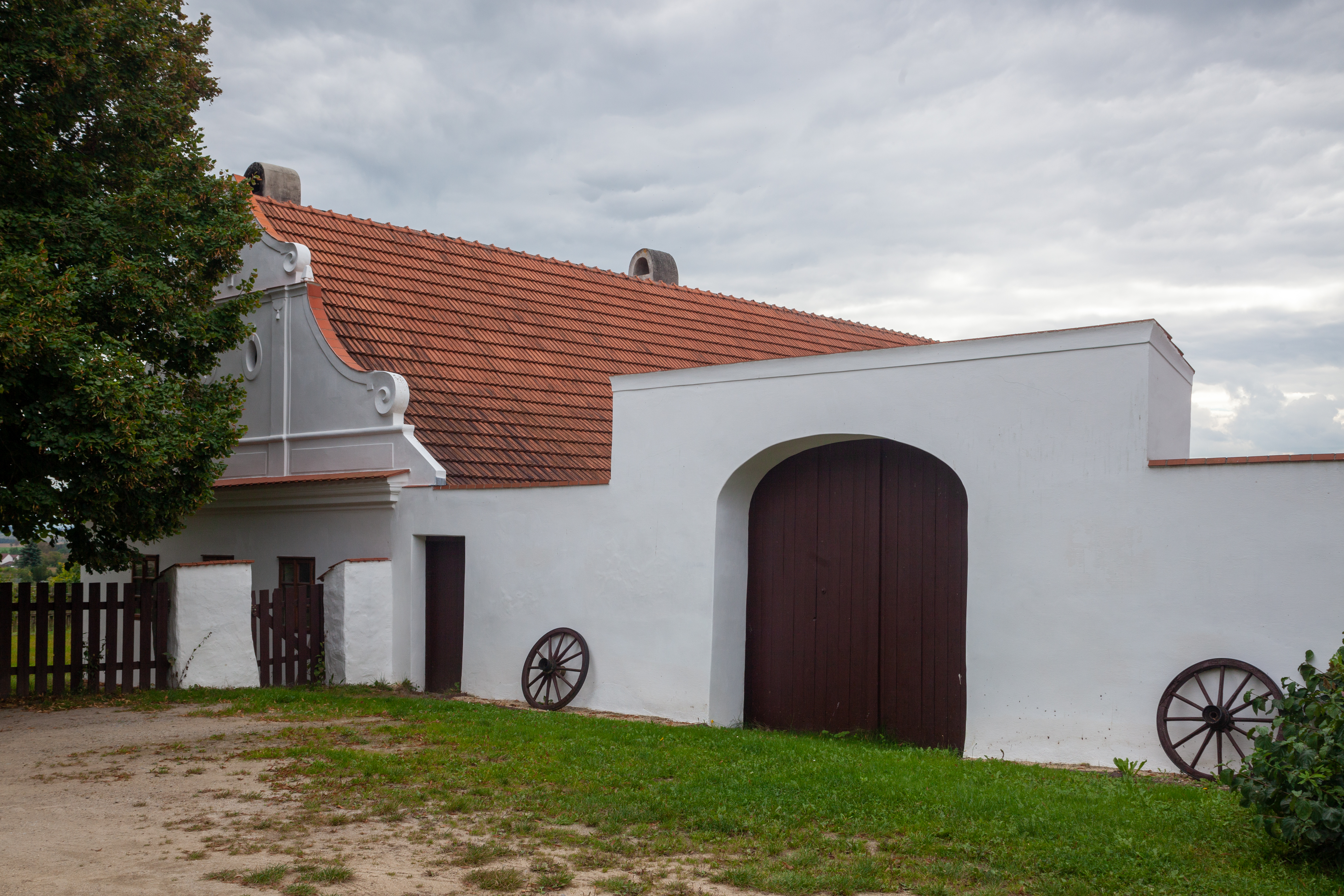
Architecture rurale à Rozovy.
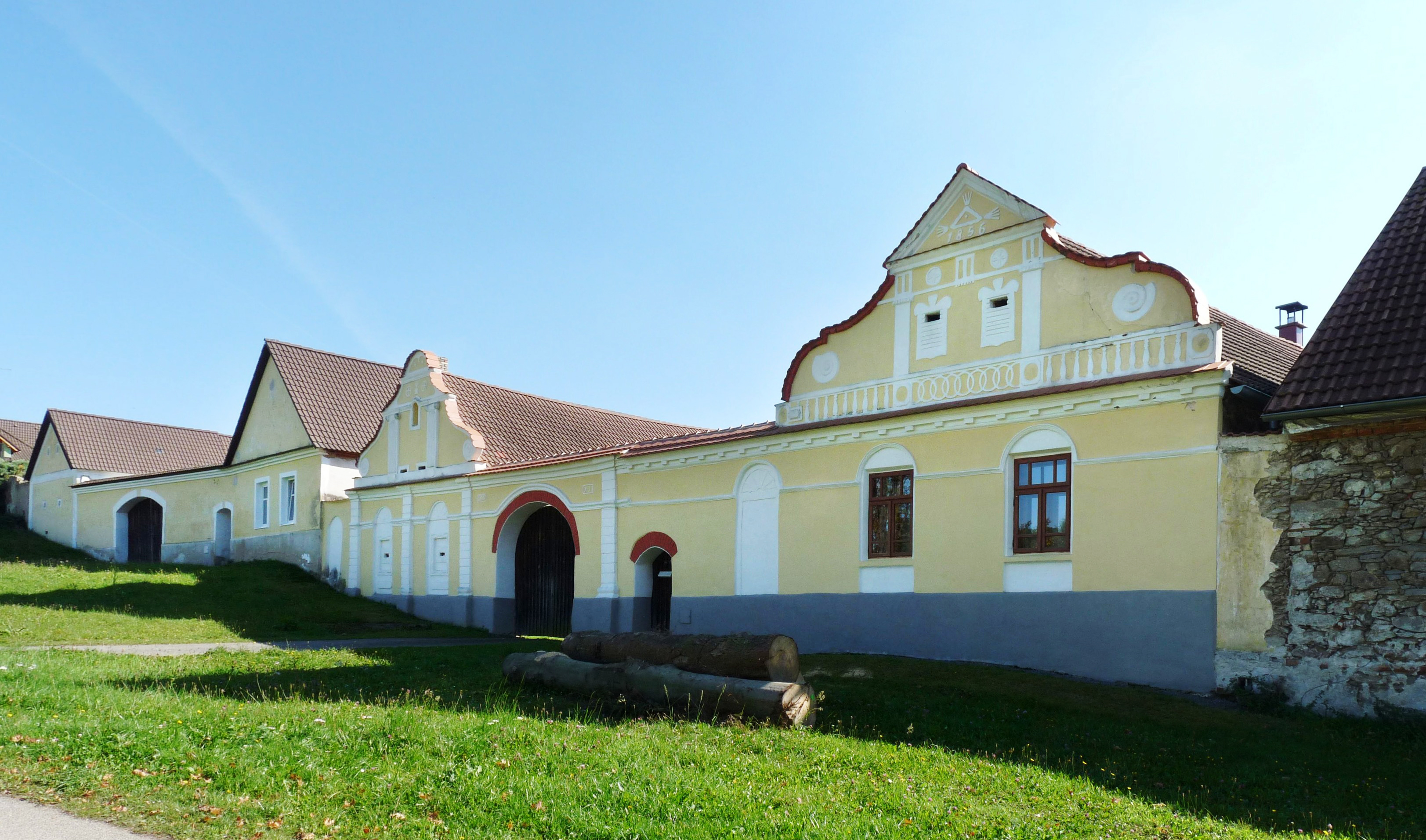
Architecture rurale à Kočín.

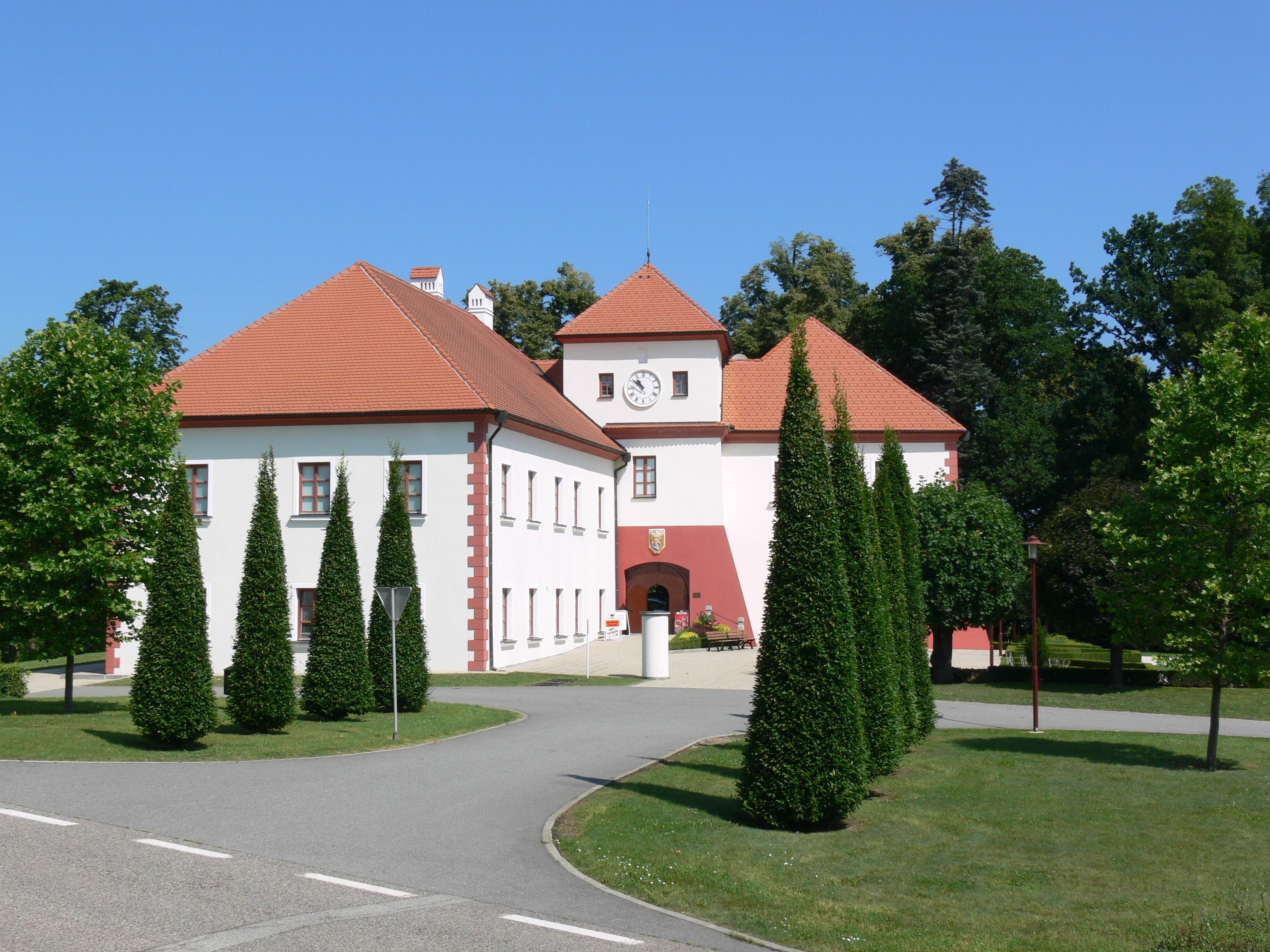
Château de Temelín.
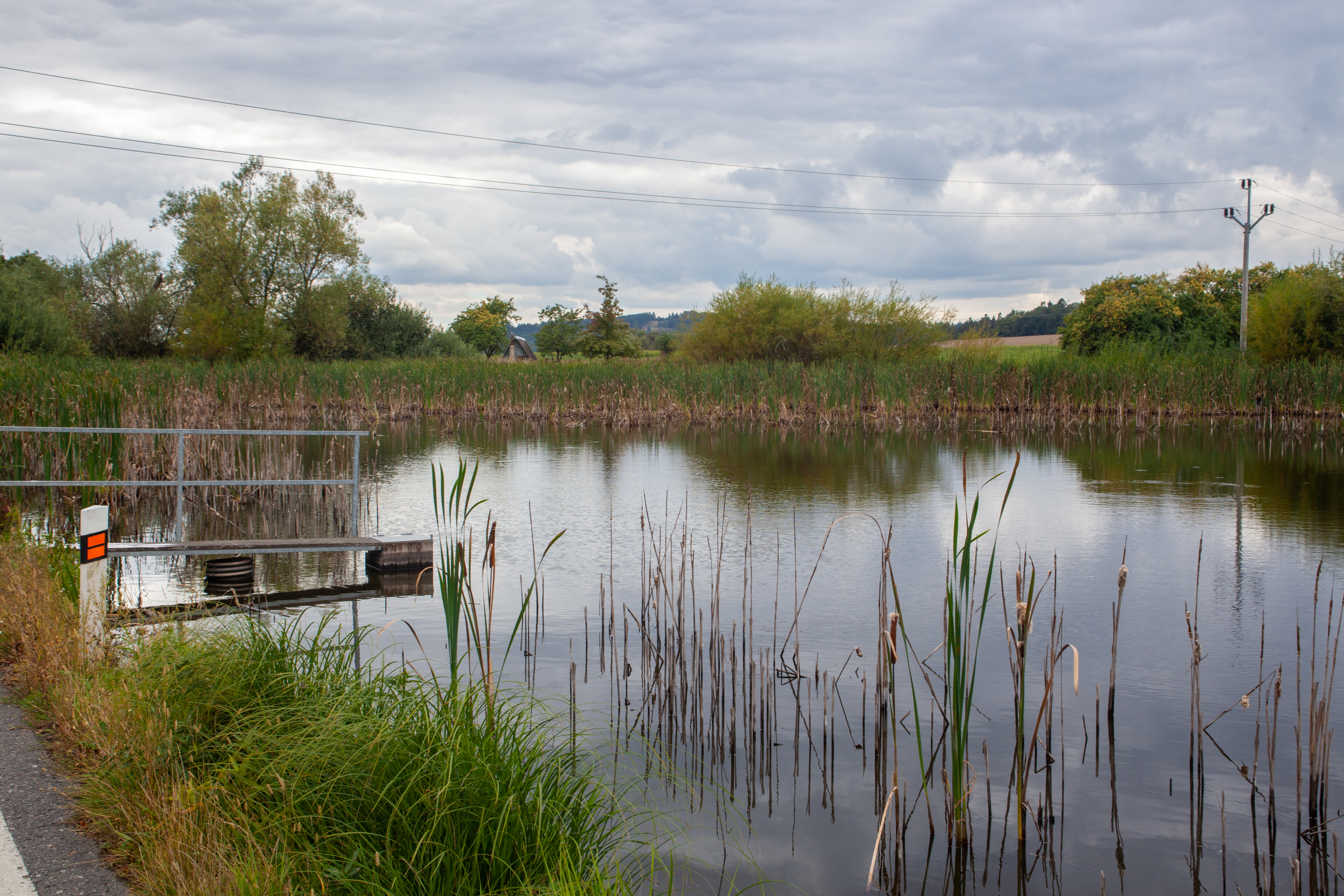
Étang de Vyšový.

## Transports
Par la route, Temelín se trouve à 7 km de Týn nad Vltavou, à 25 km de Písek, à 29 km de České Budějovice et à 127 km de Prague.